# علی‌آباد (رودشور)
علی‌آباد یک روستا در ایران است که در دهستان رودشور شهرستان زرندیه واقع شده‌است.